# NGC 6669
NGC 6669 је група звезда у сазвежђу Херкул која се налази на NGC листи објеката дубоког неба.
Деклинација објекта је + 22° 11' 47" а ректасцензија 18h 37m 15,0s. Привидна величина (магнитуда) објекта NGC 6669 износи 13,0.